# Nissan Qashqai
Nissan Qashqai – samochód osobowy typu kompaktowy crossover produkowany przez japoński koncern motoryzacyjny Nissan od 2006 roku. Od 2021 roku produkowana jest trzecia generacja modelu.

## Pierwsza generacja
Nissan Qashqai I został po raz pierwszy oficjalnie zaprezentowany podczas targów motoryzacyjnych w Paryżu w 2006 roku. Pojazd oferowany jest na rynku japońskim jako Dualis, a w Chinach CCUV.

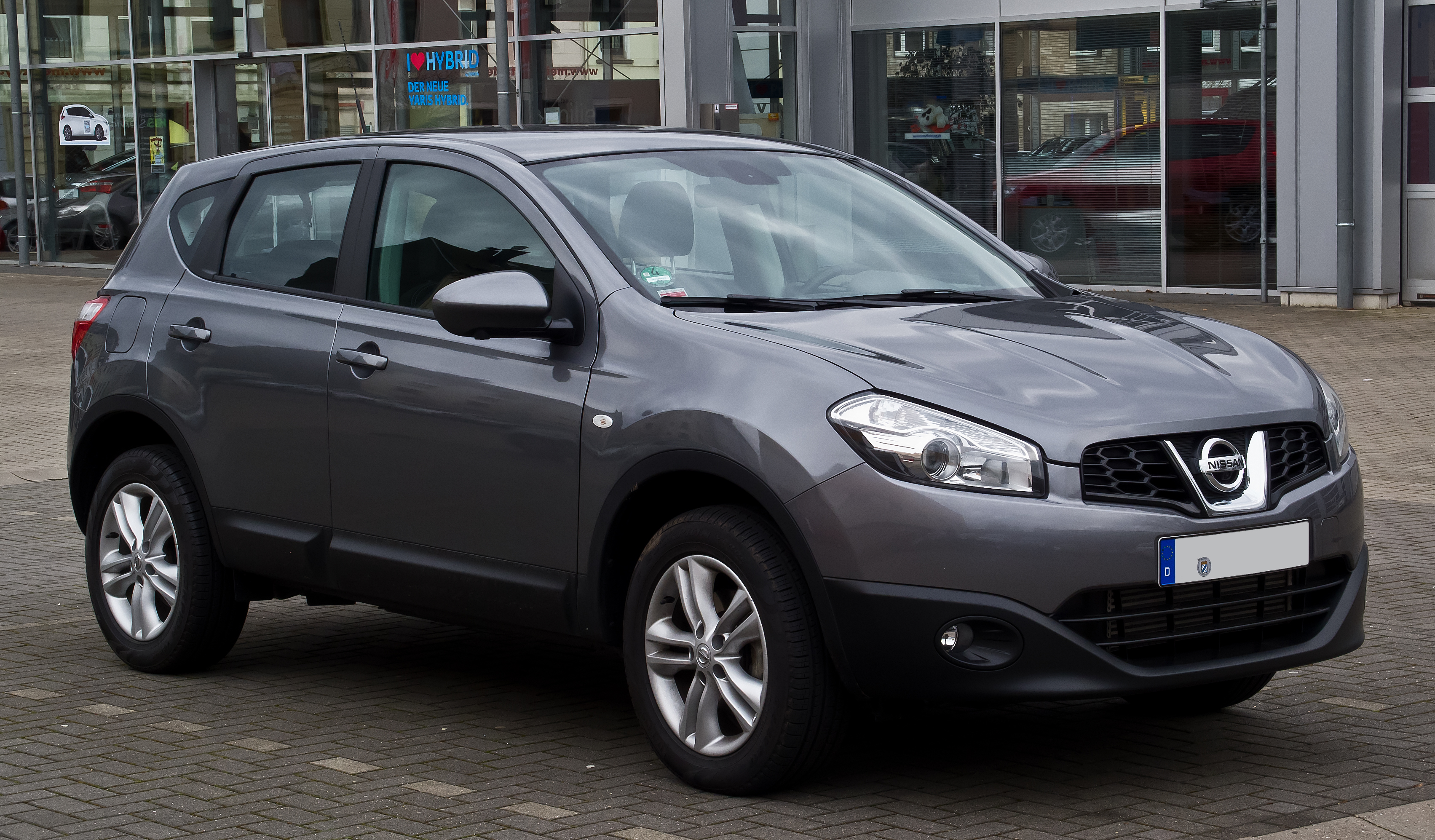
Nissan Qashqai I po liftingu

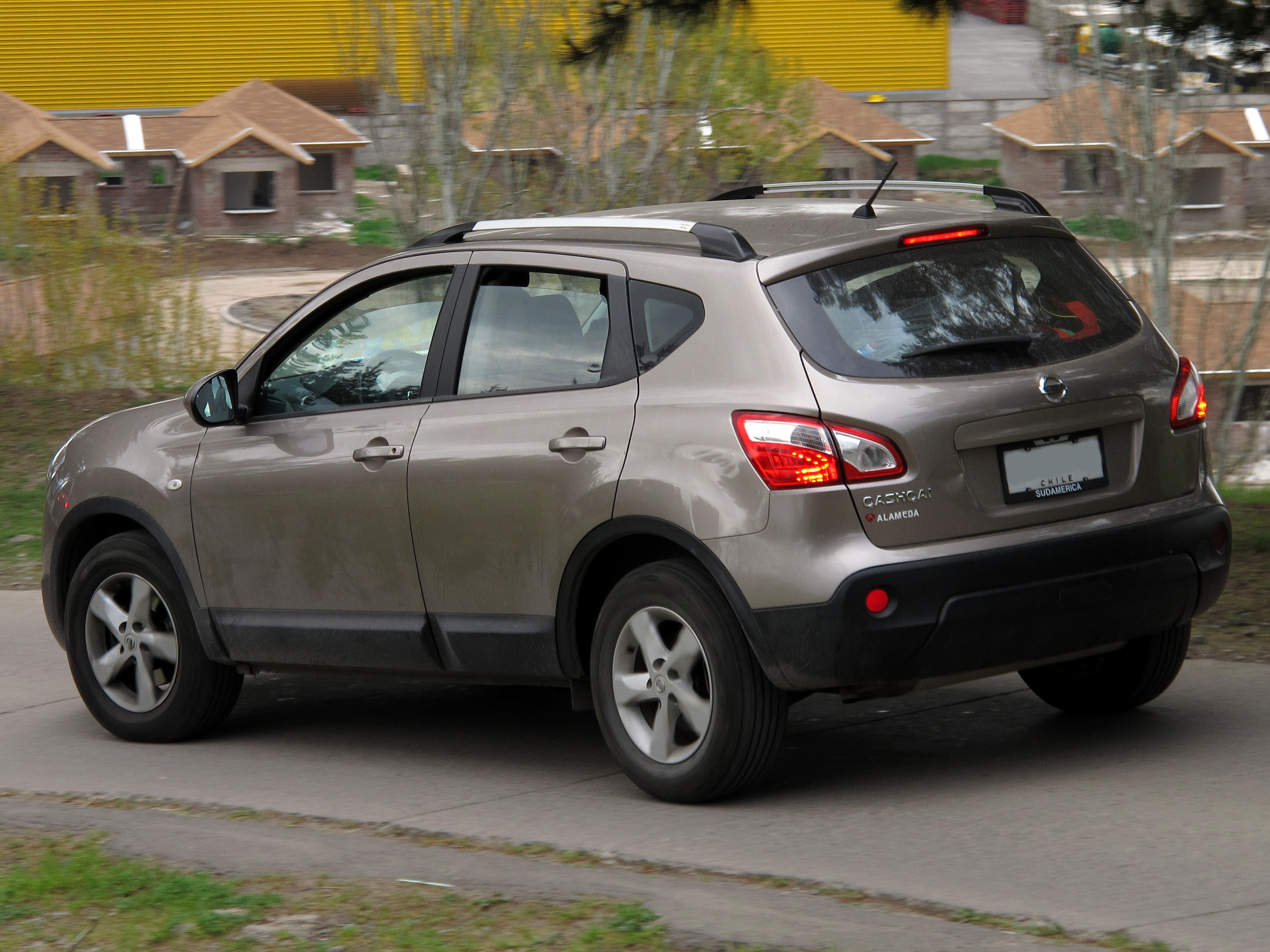
Nissan Qashqai I po liftingu – tył

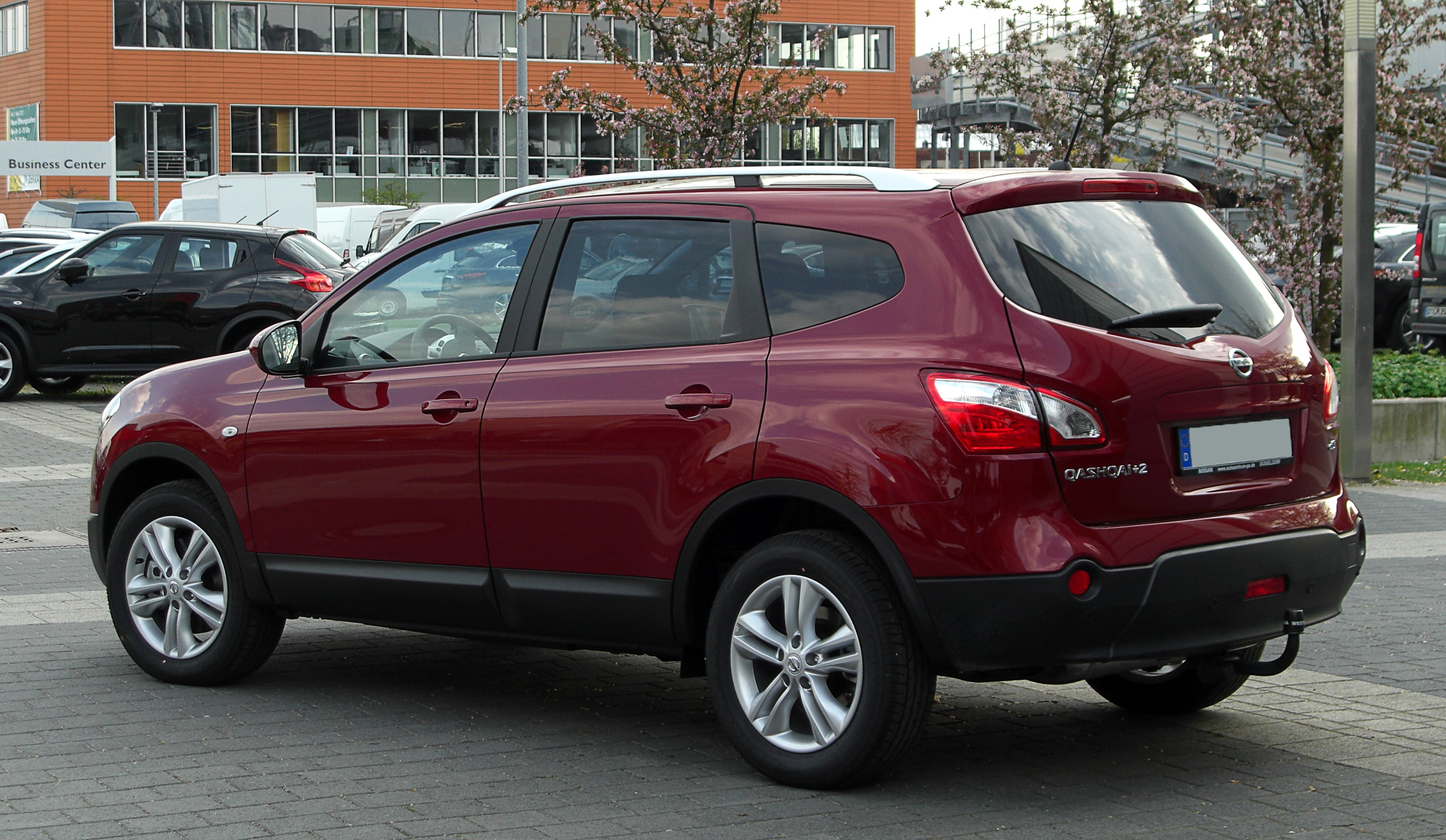
Nissan Qashqai I po liftingu w wersji +2 – tył

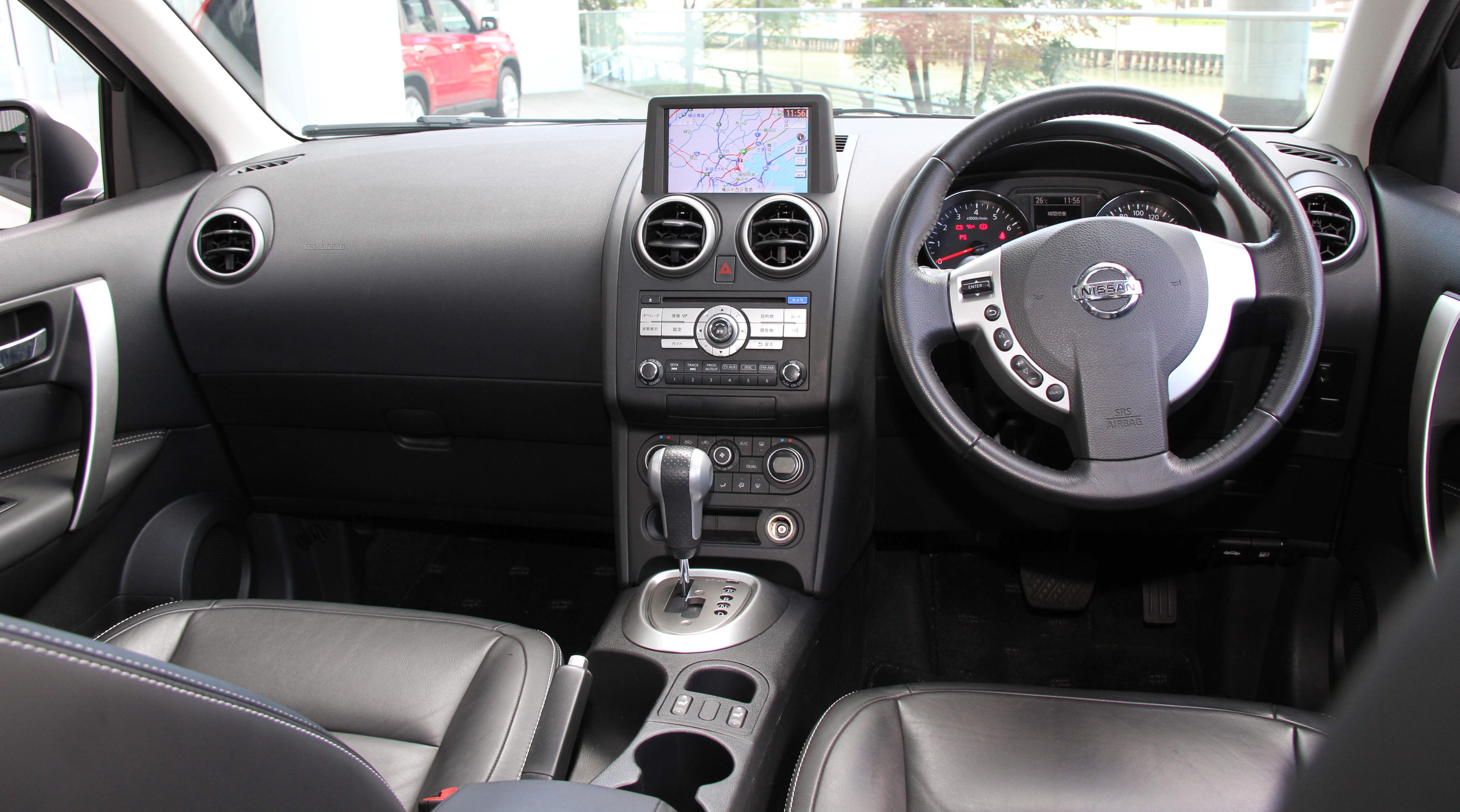
Nissan Dualis przed liftingiem – wnętrze

Pojazd zbudowany został na bazie płyty podłogowej wykorzystanej do budowy m.in. Nissan X-Trail oraz Renault Koleos.
W 2008 roku zaprezentowano przedłużoną wersję pojazdu wyposażoną w dodatkowy rząd siedzeń nazwaną Qashqai +2. Od wersji pięcioosobowej model różni się inną atrapą chłodnicy oraz tyłem o bardziej kanciastej stylistyce.
W 2009 roku auto przeszło face lifting. Zmieniono m.in. przedni zderzak, maskę silnika, kształt przednich reflektorów oraz błotniki. Z tyłu pojazdu zastosowano nowy kształt lamp, które wyposażone zostały w diody LED. Przy okazji liftingu, we wnętrzu pojazdu zastosowano materiały lepszej jakości, zredukowano poziom hałasu i wibracji przenoszonych do kabiny, a także przeprojektowano deskę rozdzielczą pojazdu. Do gamy jednostek napędowych dodano kolejny, turbodoładowany silnik wysokoprężny o pojemności 1.5 l.

### Wersje wyposażeniowe
- Tekna
- 360[3]
- I-WAY – wersja limitowana[4]

### Silniki

#### Dane techniczne (2007-2009)
| Wersja                | Silnik:                          | Układ zasilania:   | Średnica × skok tłoka: | St. sprężania:     | Moc maksymalna:                    | Maks. moment obrotowy      | 0-100 km/h:        | V-max:             | Śr. zużycie paliwa na 100 km |
| Silniki benzynowe:    | Silniki benzynowe:               | Silniki benzynowe: | Silniki benzynowe:     | Silniki benzynowe: | Silniki benzynowe:                 | Silniki benzynowe:         | Silniki benzynowe: | Silniki benzynowe: | Silniki benzynowe:           |
| --------------------- | -------------------------------- | ------------------ | ---------------------- | ------------------ | ---------------------------------- | -------------------------- | ------------------ | ------------------ | ---------------------------- |
| 1.6                   | R4 1,6 l (1598 cm³), DOHC        | wtrysk             | 78,00 mm × 83,60 mm    | 10,7:1             | 114 KM (84 kW) przy 6000 obr./min  | 156 N•m przy 4400 obr./min | 12,4 s             | 175 km/h           | 6,7 l                        |
| 2.0                   | R4 2,0 l (1997 cm³), DOHC        | wtrysk             | 84,00 mm × 90,10 mm    | 10,2:1             | 142 KM (104 kW) przy 6000 obr./min | 196 N•m przy 4800 obr./min | 10,1 s             | 190 km/h           | 8,2 l                        |
| Silniki wysokoprężne: |                                  |                    |                        |                    |                                    |                            |                    |                    |                              |
| 1.5                   | R4 1,5 l (1461 cm³), SOHC, turbo | common rail        | 76,00 mm × 80,50 mm    | 15,3:1             | 106 KM (78 kW) przy 4000 obr./min  | 240 N•m przy 2000 obr./min | 12,2 s             | 174 km/h           | 5,4 l                        |
| 2.0                   | R4 2,0 l (1995 cm³), DOHC, turbo | common rail        | 84,00 mm × 90,00 mm    | 16,0:1             | 150 KM (110 kW) przy 4000 obr./min | 320 N•m przy 2000 obr./min | 10,5 s             | 191 km/h           | 6,6 l                        |

#### Dane techniczne (2009–2013)
| Wersja:               | Silnik:                          | Układ zasilania:   | Średnica × skok tłoka: | St. sprężania:     | Moc maksymalna:                    | Maks. moment obrotowy      | 0-100 km/h 2WD/4WD: | V-max 2WD/4WD:      | Śr. zużycie paliwa na 100 km 2WD/4WD: | Emisja CO2 według EURO5 2WD/4WD: |
| Silniki benzynowe:    | Silniki benzynowe:               | Silniki benzynowe: | Silniki benzynowe:     | Silniki benzynowe: | Silniki benzynowe:                 | Silniki benzynowe:         | Silniki benzynowe:  | Silniki benzynowe:  | Silniki benzynowe:                    |                                  |
| --------------------- | -------------------------------- | ------------------ | ---------------------- | ------------------ | ---------------------------------- | -------------------------- | ------------------- | ------------------- | ------------------------------------- | -------------------------------- |
| 1.6                   | R4 1,6 l (1598 cm³), DOHC        | wtrysk             | 78,00 mm × 83,60 mm    | 10,7:1             | 117 KM (86 kW) przy 6000 obr./min  | 158 N•m przy 4400 obr./min | 11,9 s              | 181 km/h            | 6,2 l                                 | 144g/km                          |
| 1.6 CVT               | R4 1,6 l (1598 cm³), DOHC        | wtrysk             | 78,00 mm × 83,60 mm    | 10,7:1             | 117 KM (86 kW) przy 6000 obr./min  | 158 N•m przy 4400 obr./min | 13,0 s              | 174 km/h            | 6,4 l                                 | 149g/km                          |
| 2.0                   | R4 2,0 l (1997 cm³), DOHC        | wtrysk             | 84,00 mm × 90,10 mm    | 10,2:1             | 142 KM (104 kW) przy 6000 obr./min | 196 N•m przy 4800 obr./min | 10,1 s / 10,6 s     | 195 km/h / 193 km/h | 7,7 l / 8,1 l                         | 177g/km / 187g/km                |
| 2.0 CVT               | R4 2,0 l (1997 cm³), DOHC        | wtrysk             | 84,00 mm × 90,10 mm    | 10,2:1             | 142 KM (104 kW) przy 6000 obr./min | 196 N•m przy 4800 obr./min | 10,7 s / 11,3 s     | 183 km/h / 181 km/h | 7,5 l / 7,9 l                         | 177g/km / 182g/km                |
| Silniki wysokoprężne: |                                  |                    |                        |                    |                                    |                            |                     |                     |                                       |                                  |
| 1.5                   | R4 1,5 l (1461 cm³), SOHC, turbo | common rail        | 76,00 mm × 80,50 mm    | 15,3:1             | 110 KM (81 kW) przy 4000 obr./min  | 240 N•m przy 1750 obr./min | 12,4 s              | 177 km/h            | 4,9 l                                 | 129g/km                          |
| 1.6                   | R4 1,6 l (1598 cm³), DOHC, turbo | common rail        | 80,00 mm × 79,50 mm    | 15,4:1             | 130 KM (96 kW) przy 4000 obr./min  | 320 N•m przy 1750 obr./min | 10,3 s / 10,9 s     | 190 km/h            | 4,5 l / 5,1 l                         | 119g/km / 135g/km                |
| 2.0 4WD               | R4 2,0 l (1995 cm³), DOHC, turbo | common rail        | 84,00 mm × 90,00 mm    | 16,0:1             | 150 KM (110 kW) przy 4000 obr./min | 320 N•m przy 2000 obr./min | 11,0 s              | 188 km/h            | 7,0 l                                 | 179g/km                          |

## Druga generacja
Nissan Qashqai II został po raz pierwszy oficjalnie zaprezentowany podczas targów motoryzacyjnych w Londynie 7 listopada 2013 roku.

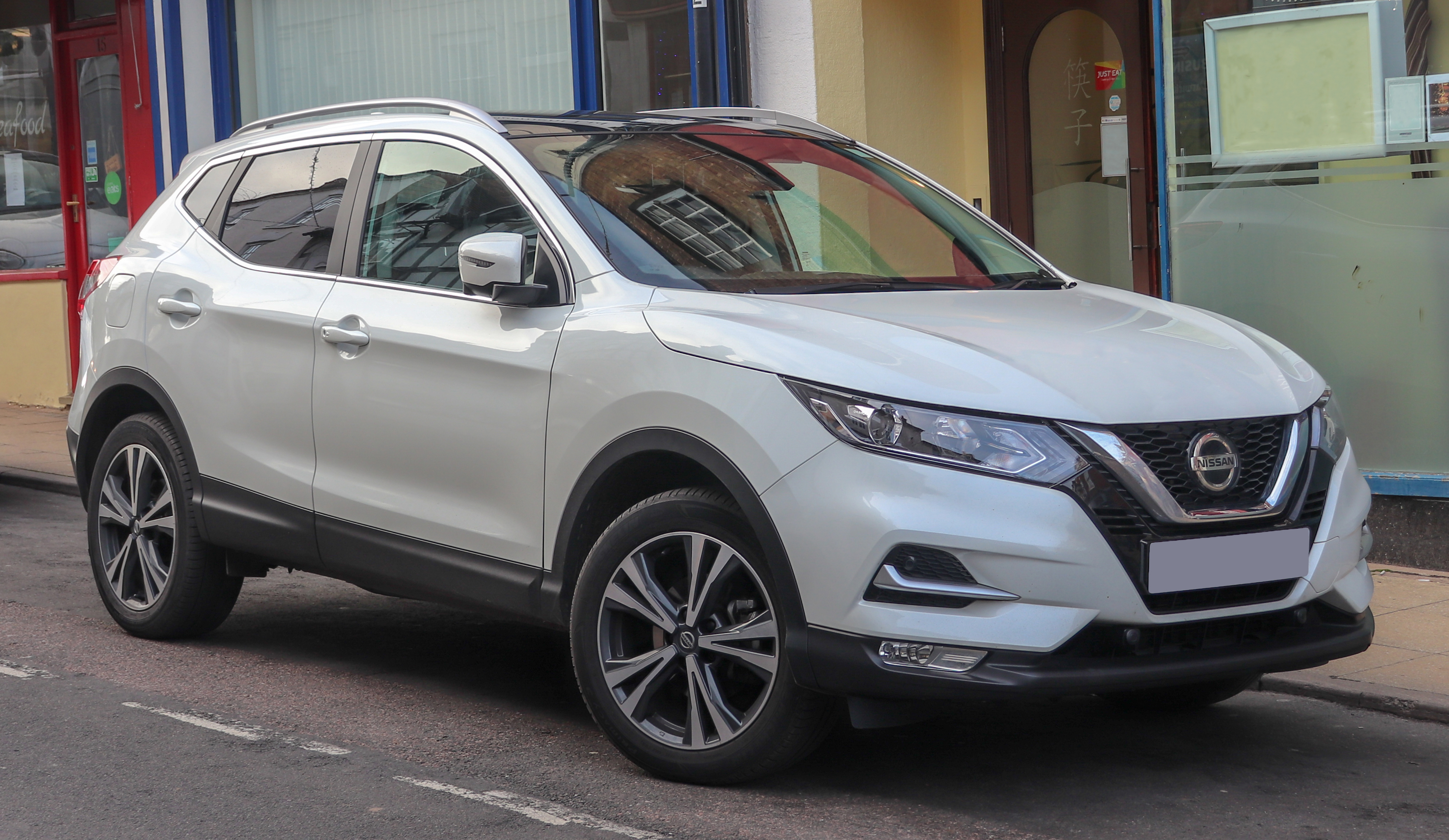
Nissan Qashqai II po liftingu

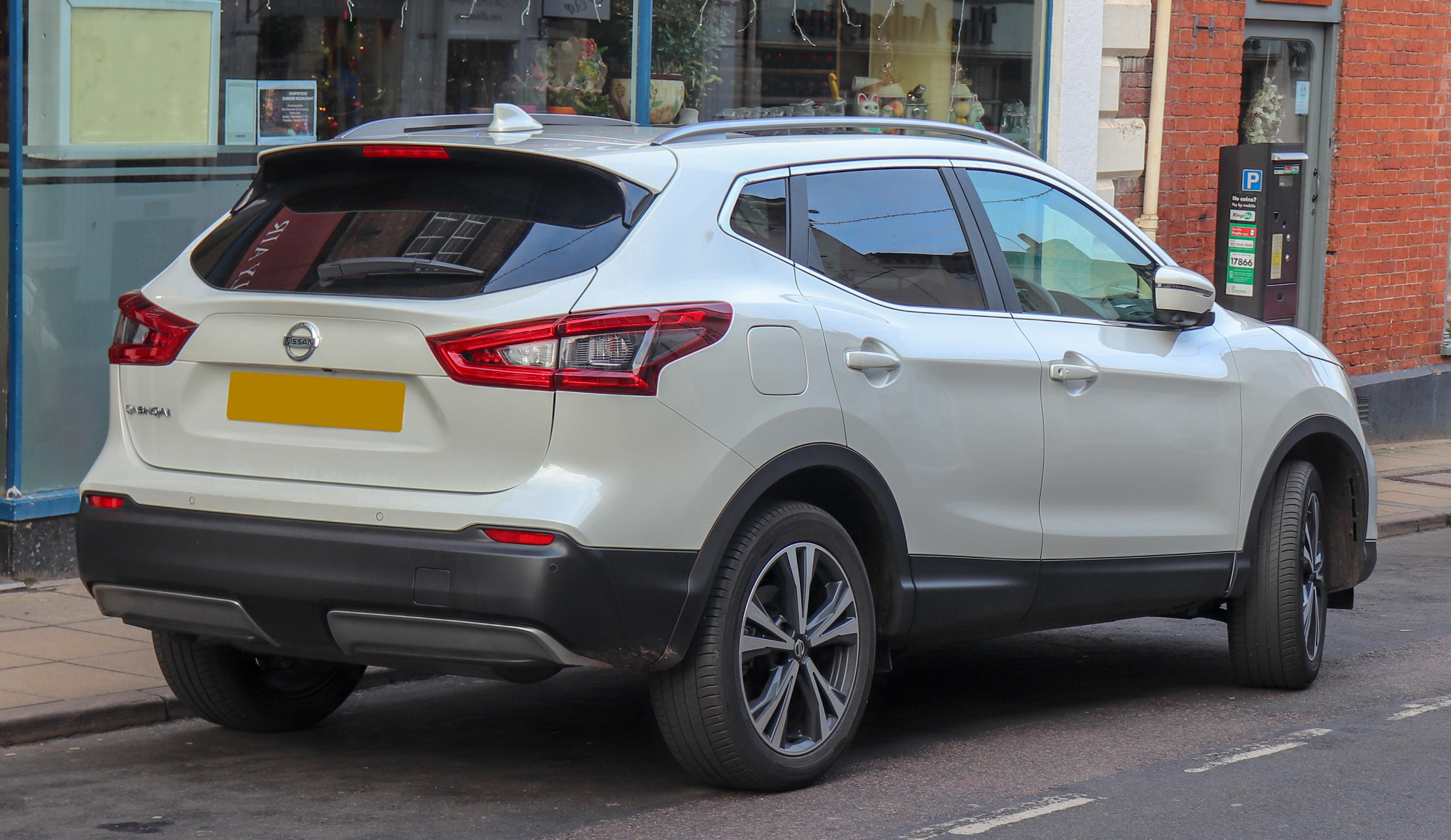
Nissan Qashqai II po liftingu – tył

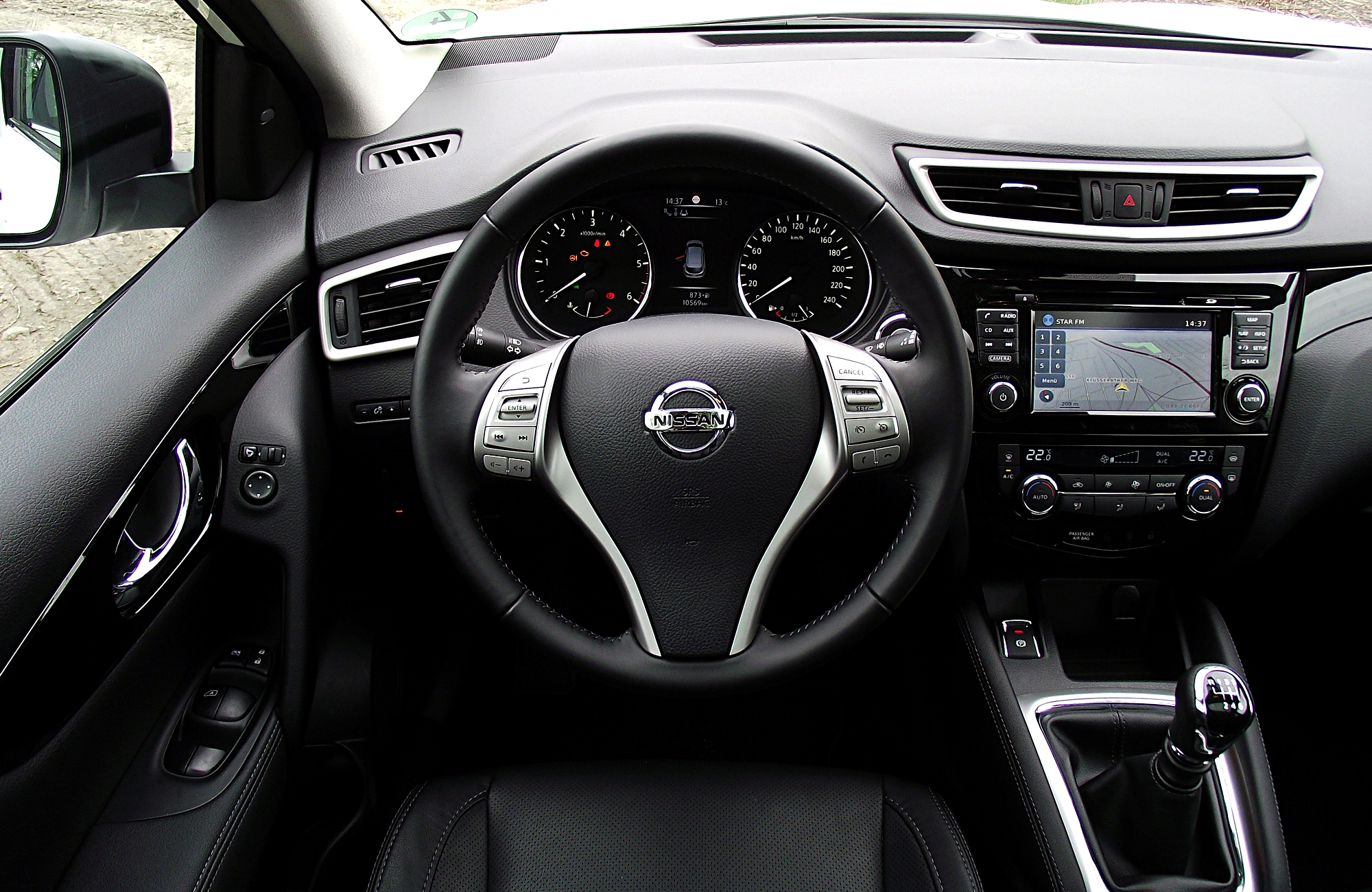
Nissan Qashqai II – wnętrze przed liftingiem

Pojazd zbudowany został na bazie płyty podłogowej CFM opracowanej we współpracy z francuskim koncernem Renault. W stosunku do pierwszej generacji pojazdu, auto jest dłuższe, szersze, niższe oraz lżejsze. Z uwagi na słaby popyt zrezygnowano z produkcji wersji +2.
Standardowe wyposażenie pojazdu obejmuje m.in. klimatyzację, zestaw głośnomówiący w technologii Bluetooth, system wspomagania ruszania pod górę, system multimedialny z 5-calowym wyświetlaczem oraz tempomat z ogranicznikiem prędkości, 6 poduszek powietrznych, aktywny system kontroli zawieszenia i kontroli ciśnienia w oponach. Opcjonalnie, w zależności od wyboru wersji wyposażeniowej, auto doposażyć można m.in. w dwustrefową klimatyzację, skórzaną kierownicę i gałkę zmiany biegów, 17, 18 lub 19-calowe alufelgi, światła przeciwmgłowe, czujnik deszczu, światła przednie wykonane w technologii Full LED, adaptacyjne światła drogowe i system rozpoznawania znaków drogowych, czujniki parkowania oraz podgrzewane fotele.
W styczniu 2017 roku Qashqai został przedstawiony na Detroit Auto Show. Pojawił się nieco przeprojektowany zderzak przedni, inne wypełnienie tylnych świateł, a we wnętrzu nowa kierownica i odświeżony wygląd konsoli środkowej oraz nawiew na tylne fotele. Samochód oferowany będzie teraz także w Ameryce Północnej (w USA jako Nissan Rogue Sport, w Kanadzie jako Nissan Qashqai).
W marcu 2017 roku na salonie samochodowym w Genewie zaprezentowano drugą generację Nissana Qashqai po faceliftingu. Pojawił się przeprojektowany zderzak przedni i nowa osłona chłodnicy, inne wypełnienie przednich reflektorów, przeprojektowany tylny zderzak z osłoną i nowe wypełnienie lamp z tyłu z efektem 3D. W środku nowa kierownica i odświeżony interfejs systemu inforozrywki. W samochodzie zmodernizowano zawieszenie i układ kierowniczy oraz poprawiono wyciszenie kabiny. Dostępne będą także nowe systemy bezpieczeństwa: układ wspomagania hamowania z funkcją rozpoznawania pieszych, system ostrzegający o ruchu poprzecznym z tyłu pojazdu, system ProPilot 1.0 dzięki któremu pojazd będzie autonomicznie przyspieszał, hamował i utrzymywał zadany tor jazdy na pasie ruchu. Dostępna będzie pikowana tapicerka ze skóry nappa oraz system audio marki BOSE. Po faceliftingu pojawi się nowa wersja wyposażenia Tekna+ oraz dwa nowe kolory nadwozia: chestnut bronze, vivid blue. Dodatkowo producent wprowadza także nowe wzory aluminiowych obręczy kół. Model jest dostępny w Europie od lipca 2017 roku.

### Wersje wyposażeniowe
- Visia
- Acenta
- N-Connecta
- N-Vision (niedostępna po faceliftingu[15])
- Tekna[16]
- Tekna+ (po faceliftingu, od lipca 2017[12][13]; wcześniej niedostępna)
- Black Edition (wersja specjalna; niedostępna po faceliftingu[15])

### Silniki[17]
| Wersja:                | Silnik:                          | Moc maksymalna:    | Maks. moment obrotowy | 0-100 km/h         | Emisja CO2 według EURO5 |                    |                    |                    |                    |
| Silniki benzynowe:     | Silniki benzynowe:               | Silniki benzynowe: | Silniki benzynowe:    | Silniki benzynowe: | Silniki benzynowe:      | Silniki benzynowe: | Silniki benzynowe: | Silniki benzynowe: | Silniki benzynowe: |
| ---------------------- | -------------------------------- | ------------------ | --------------------- | ------------------ | ----------------------- | ------------------ | ------------------ | ------------------ | ------------------ |
| 1,2 DIG-T 115 4x2      | R4 1,2 l (1199 cm³), DOHC,turbo  | 115 KM (85 kW)     | 190 N•m               | 10,5 s             | 129 g/km                |                    |                    |                    |                    |
| 1.2i DIG-T 4X2 XTRONIC | R4 1,2 l (1199 cm³), DOHC, turbo | 116 KM (85 kW)     | 190 N•m               | 12,9 s             | 129g/km                 |                    |                    |                    |                    |
| 1.6i DIG-T 4X2 MR16DDT | R4 1,6 l (1618 cm³), DOHC, turbo | 163 KM (120 kW)    | 240 N•m               | 9,1 s              | 134 g/km                |                    |                    |                    |                    |
| 2.0MR20DE              | R4 2,0 l (1997 cm³), DOHC        | 150 KM (110 kW)    | 200 N•m               | 10,53 s            | b.d.                    |                    |                    |                    |                    |
| Silniki wysokoprężne   |                                  |                    |                       |                    |                         |                    |                    |                    |                    |
| 1.5 dCi 4X2            | R4 1,5 l (1461 cm³), DOHC, turbo | 110 KM (81 kW)     | 260 N•m               | b.d.               | 99 g/km                 |                    |                    |                    |                    |
| 1.6 dCi 4X2            | R4 1,6 l (1598 cm³), DOHC, turbo | 131 KM (96 kW)     | 320 N•m               | b.d.               | 115 g/km                |                    |                    |                    |                    |
| 1.6 dCi 4X2 XTRONIC    | R4 1,6 l (1598 cm³), DOHC, turbo | 131 KM (96 kW)     | 320 N•m               | b.d.               | 119 g/km                |                    |                    |                    |                    |
| 1.6 dCi 4X4-i          | R4 1,6 l (1598 cm³), DOHC, turbo | 131 KM (96 kW)     | 320 N•m               | b.d.               | 129 g/km                |                    |                    |                    |                    |

## Trzecia generacja
Nissan Qashqai III został zaprezentowany w 2021 roku.

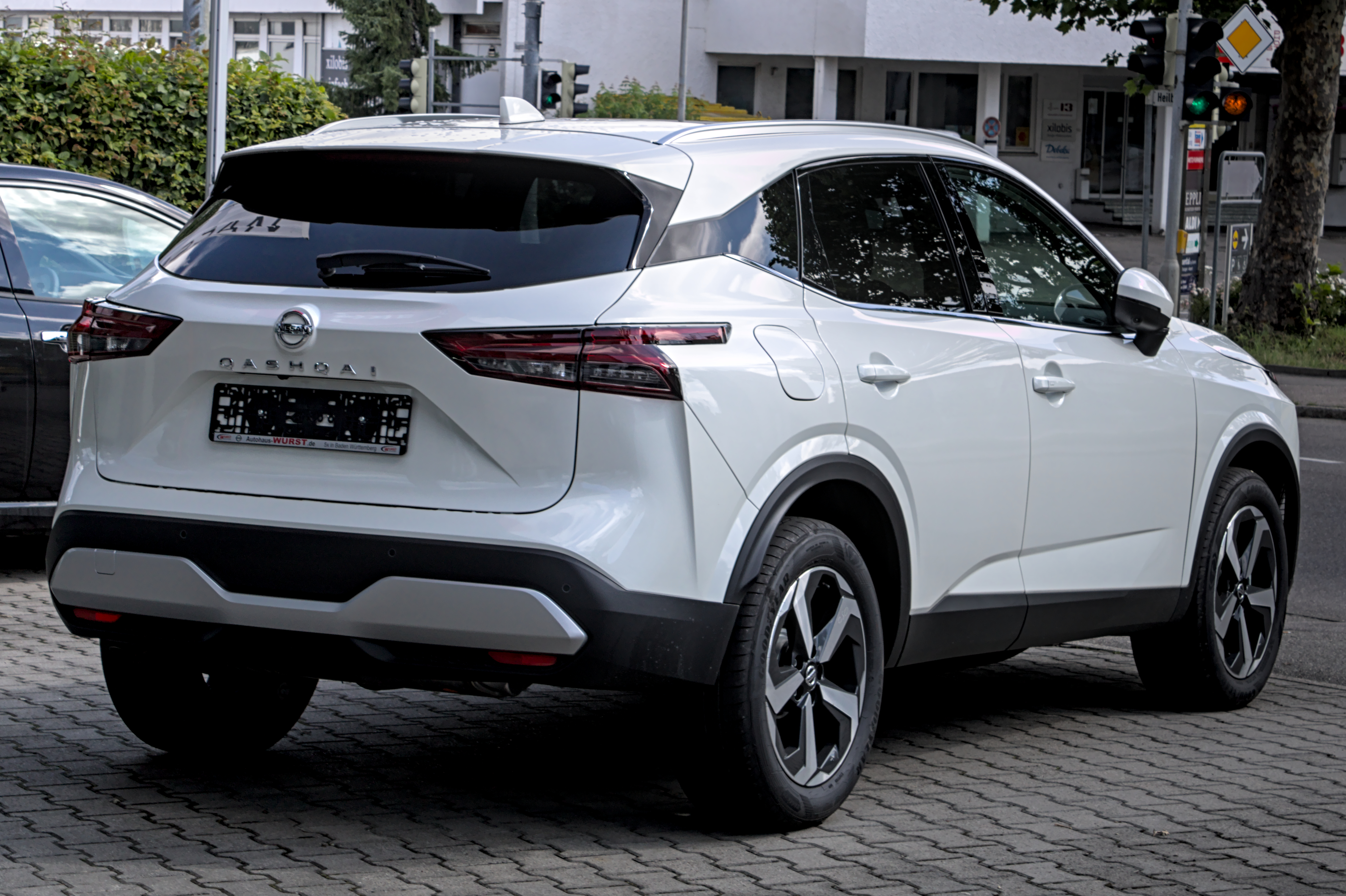
Nissan Qashqai III - tył

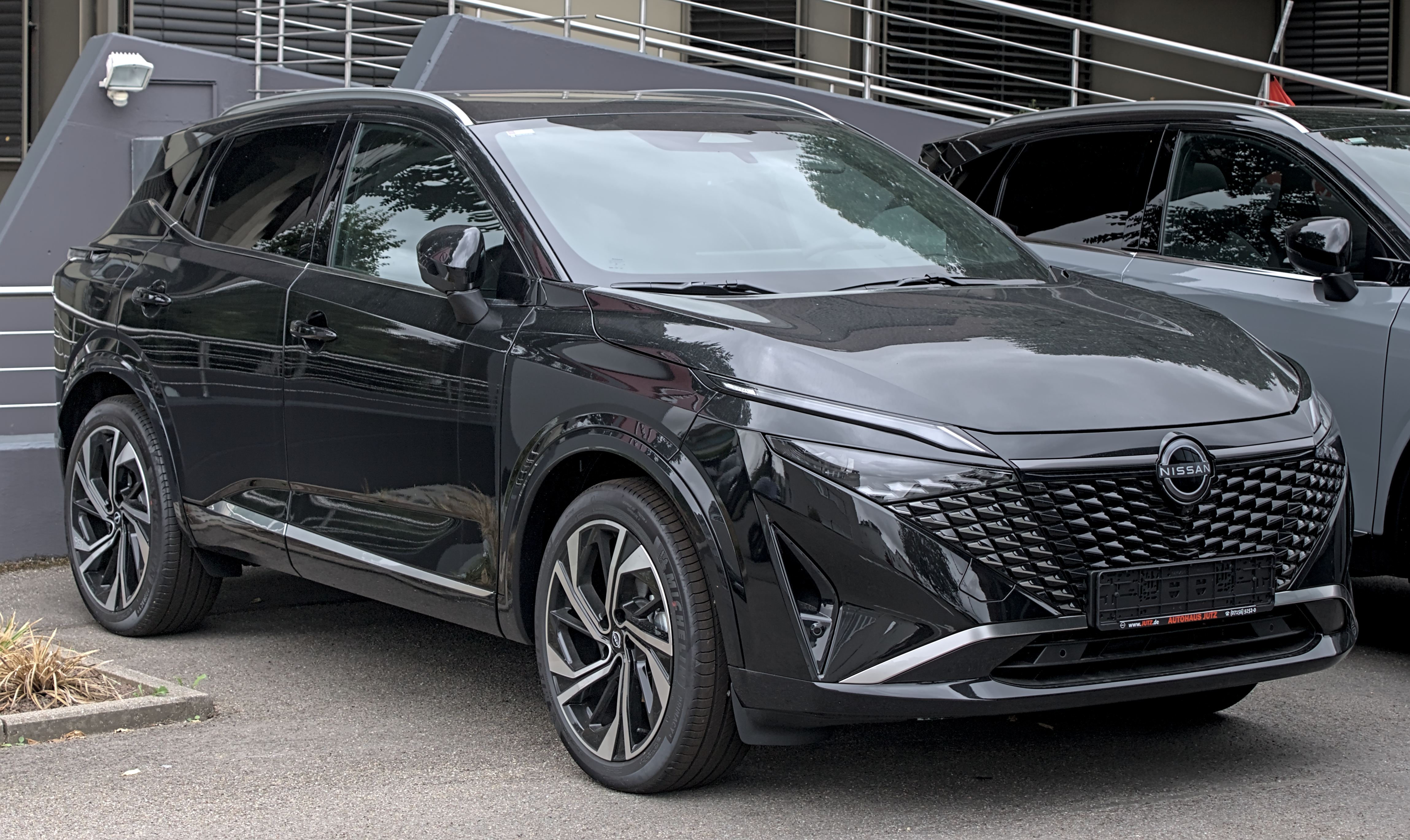
Nissan Qashqai III po liftingu

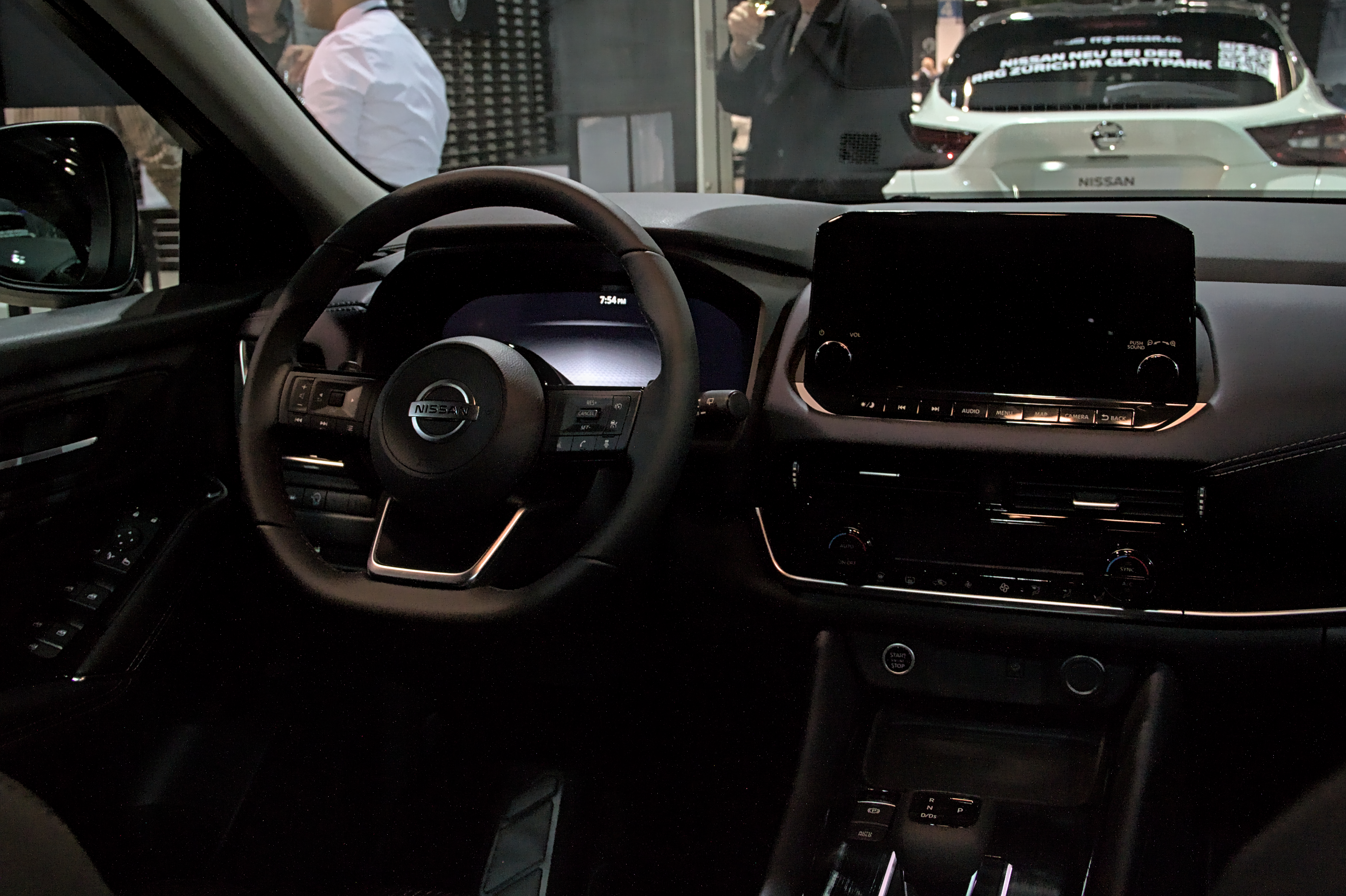
Nissan Qashqai III - wnętrze przed liftingiem

Pojazd został zbudowany na bazie płyty podłogowej CMF-C wykorzystanej do budowy m.in. Renault Austral i Renault Espace. Samochód produkowany jest w Wielkiej Brytanii w Sunderland. Model po raz pierwszy jest oferowany w wersji hybrydowej e-Power.
W 2024 roku samochód przeszedł gruntowny lifting. Zmiany objęły szczególnie stylistykę i funkcjonalność. Natomiast w kabinie ulepszono materiały i nowe gadżety. Paleta jednostek silnikowych nie uległa żadnym zmianom. Z tyłu przemodelowano zderzak. 

### Wersje wyposażenia
- Acenta
- N-Connecta
- Black Edition
- Tekna
- Tekna +

### Silniki
| Wersja                | Silnik | Moc maksymalna  | Maks. moment obrotowy | Maks. prędkość | Emisja O2 według Euro 5 |
| --------------------- | ------ | --------------- | --------------------- | -------------- | ----------------------- |
| 1.3 DIG-T Mild-Hybrid | R4     | 140 KM (103 kW) | 270 Nm                | 206 km/h       | 142–146 g/km            |
| 1.5 VC-T e-Power      | R3     | 158 KM (116 kW) | 250 Nm                | 170 km/h       | 120–122 g/km            |